# Mount Whitney
Der Mount Whitney (in der Sprache der Paiute Tumanguya) ist ein 4421 m hoher Berg in Kalifornien und der höchste Berg der USA außerhalb Alaskas. Innerhalb der gesamten USA ist mit 6190 m Höhe der Denali (Mount McKinley) in Alaska der höchste Berg.

## Geschichte

### Entstehung des Namens
Der Berg wurde benannt nach Josiah Whitney (1819–1896), einem Staatsgeologen von Kalifornien.

### Erstbesteigung
Die Erstbesteigung gelang 1873 Charles Begole, A. H. Johnson und John Lucas, die als Fischer in Lone Pine wohnten.

## Lage und Umgebung
Der Mount Whitney befindet sich am östlichen Rand der Sierra Nevada in Kalifornien. Sein Gipfel liegt auf der Grenze zwischen dem Sequoia-Nationalpark und dem Inyo National Forest und erhebt sich mehr als 3000 m über dem Ort Lone Pine (1.130 m) im Owens Valley.
Während die Landschaft nach Osten steil in das trockene, baumlose Owens Valley abfällt, setzt sich westlich die Sierra Nevada mit weiteren hohen Gipfeln und Gebirgsseen fort. Der Mount Whitney bildet in Richtung Süden einen langen Grat, aus dem sich einige Felsnadeln erheben, wie zum Beispiel die Keeler Needle oder der Mount Muir.

## Routen zum Gipfel

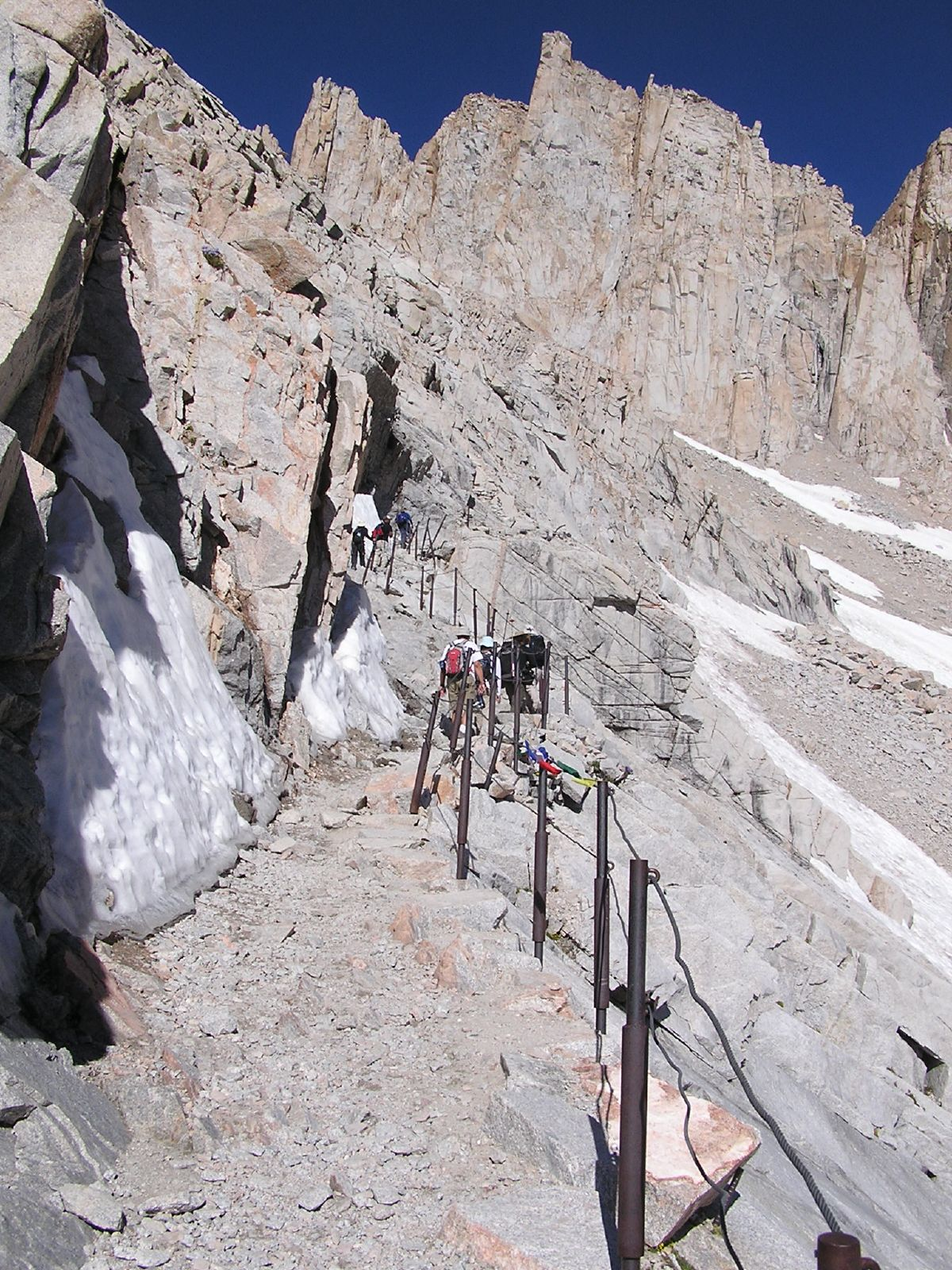
Wanderweg am Berg

Der Normalweg ist der ca. 17,7 km lange Aufstieg vom Whitney Portal auf 2458 m Höhe, das für Kraftfahrzeuge erreichbar ist. Er bietet keine nennenswerten technischen Schwierigkeiten. Der Mount Whitney ist daher ein beliebtes Ziel für Bergwanderer. Die Besteigung kann entweder an einem Tag oder als Mehrtagestour erfolgen. Zur Übernachtung können das Outpost Camp (3158 m) oder das Trail Camp (3669 m) genutzt werden. Die Wanderung erfordert aber wegen der absoluten Höhe und des Höhenunterschiedes der Wanderung Ausdauer und gute Höhenanpassung, insbesondere wenn sie als Tageswanderung durchgeführt wird.
Ein weiterer Anstieg führt über die Westflanke und trifft in der Nähe der Scharte Trail Crest auf den Normalweg. Dieser Anstieg ist über die Weitwanderwege John Muir Trail und High Sierra Trail zu erreichen, deren jeweiliger Endpunkt der Gipfel des Mount Whitney ist. Hier sind ebenfalls keine technischen Schwierigkeiten zu bewältigen.
Der ca. 340 km lange John Muir Trail hat seinen Ausgangspunkt (bei einer Begehung in Nord-Süd-Richtung) in Happy Isles im Yosemite Valley; der ca. 98 km lange High Sierra Trail beginnt am Ausgangspunkt Crescent Meadow im Giant Forest, einem Teil des Sequoia-Nationalparks.
Für die Besteigung des Mount Whitney ist eine Genehmigung (engl. permit) erforderlich, die vom Forest Service ausgestellt wird.